# Bruno Lange (Jurist)
Karl Christian Alexander Bruno Lange (* 12. Januar 1874 in Gittelde; † 9. November 1931 in Braunschweig) war ein deutscher Jurist. Er war von 1930 bis zu seinem Tod 1931 Landgerichtspräsident in Braunschweig.

## Leben
Bruno Lange wurde 1874 in Gittelde am westlichen Rand des Harzes geboren. Er studierte von 1893 bis 1896 Rechtswissenschaft in Tübingen, Halle und Göttingen. Er absolvierte die beiden Staatsexamen und trat im November 1900 als Gerichtsassessor am Amtsgericht Schöningen in den braunschweigischen Justizdienst ein. Dort wurde er 1908 zum Amtsrichter ernannt. Lange ging 1909 nach Braunschweig, wo er zunächst Landrichter und 1913 Landgerichtsrat am Landgericht wurde. Er nahm am Ersten Weltkrieg als Hauptmann der Landwehr teil.
Während der Weimarer Republik wurde Lange 1925 als Nachfolger von Willy Röpcke als Vortragender Rat in den Geschäftsbereich des braunschweigischen Justizministers beordert. Zusätzlich zu dieser Funktion wurde er 1926 zum Oberlandesgerichtsrat ernannt. Am 1. Juli 1930 wurde er Landgerichtspräsident, erlag jedoch bereits im November 1931 im Alter von 57 Jahren einem Herzinfarkt. Er wohnte zuletzt in der Leonhardstraße in Braunschweig.